# Federação Alagoana de Ciclismo
A Federação Alagoana de Ciclismo é a entidade que controla o Ciclismo no estado de Alagoas. Foi fundada em 03 de Janeiro de 1979. Tem sua sede situada na capital do estado, Maceió, no endereço: Rua Humberto Santa Cruz, 473, 1ºandar CEP: 57015-090.

## Diretoria atual
- Presidente: Judith Correia[1]
- Vice-Presidente: Gilson dos Santos